# Daisuke Takahashi
Daisuke Takahashi (髙橋 大輔 Takahashi Daisuke?,  16 de marzo de 1986, Kurashiki, prefectura de Okayama) es un ex patinador artístico japonés. Ha sido campeón nacional de Japón en cinco ocasiones (2006-2008, 2010 y 2012), campeón de los cuatro continentes en 2008 y 2011, y campeón mundial en 2010. Representó a Japón en los Juegos Olímpicos de Turín de 2006, en Vancouver 2010, donde se convirtió en el primer medallista olímpico japonés en patinaje artístico masculino, y en Sochi 2014. También ha sido el primer japonés en ganar una medalla en la final del Grand Prix de patinaje artístico sobre hielo, en 2005, y en ganar una medalla de oro en el mismo evento, en 2012.
Takahashi anunció su retirada del patinaje artístico en octubre de 2014, a la edad de 28 años, debido a varias lesiones. Ganador de la medalla de plata del Campeonato Nacional de Japón 2018-2019.